# Aspetto (astrologia)

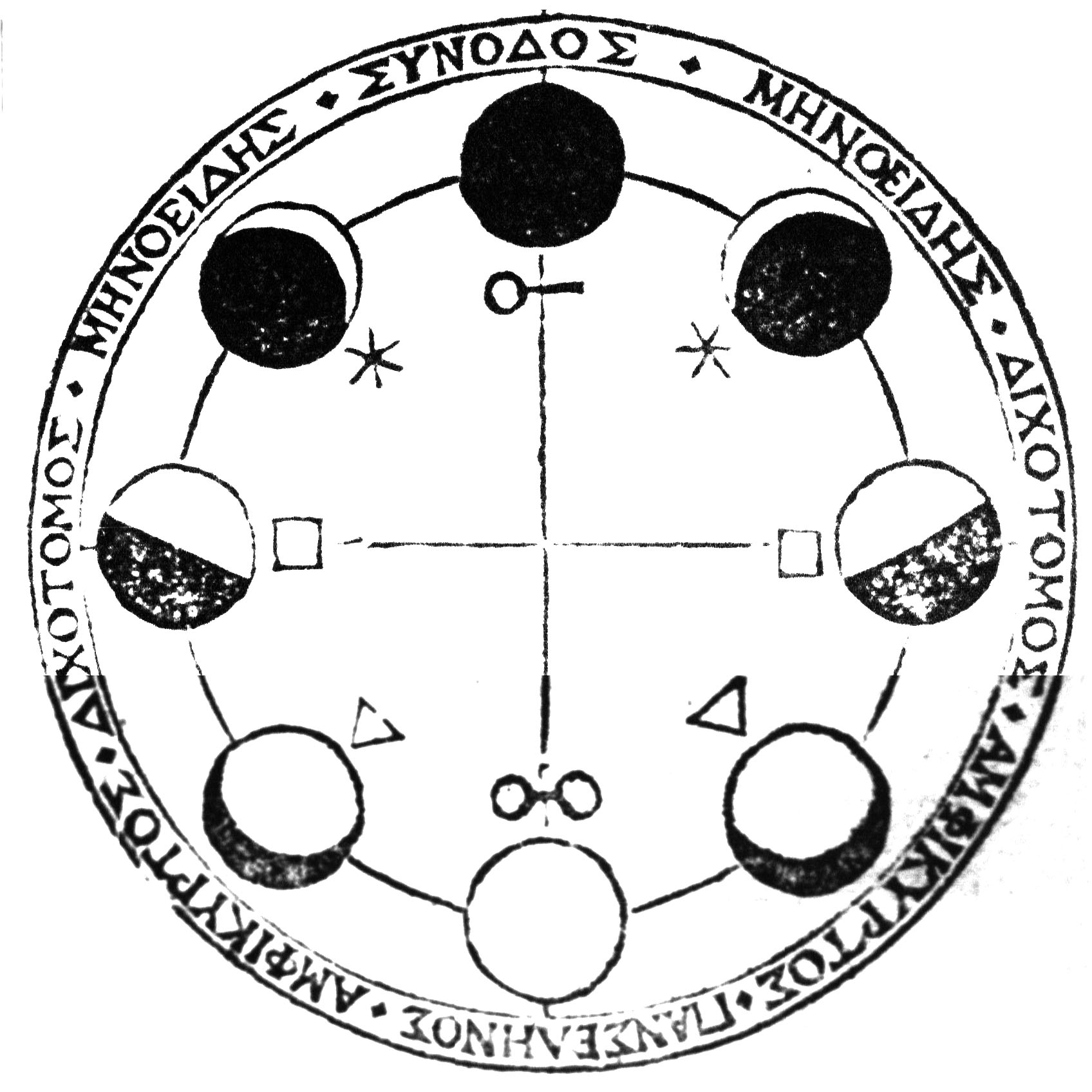
I vari aspetti della Luna in relazione al Sole, corrispondenti alle sue fasi. Dall'alto in basso, in senso orario o antiorario: congiunzione (luna nuova), sestile (un quarto), quadratura (metà luna), trigono (tre quarti), opposizione (luna piena).

In astrologia si chiamano aspetti le distanze angolari che i pianeti formano tra loro nell'oroscopo. Sono detti natali se riguardano il tema natale di un dato individuo, celesti se riferiti alle posizioni che i singoli pianeti assumono nei vari momenti col passare del tempo.
Gli aspetti natali unitamente ai segni, ai pianeti e alle case sono gli elementi generalmente utilizzati per l'analisi del tema di nascita. Gli aspetti celesti vengono utilizzati anche per analizzare i transiti dei pianeti sulle posizioni natali.
Vengono inoltre considerati non solo gli aspetti che si creano tra i pianeti, ma anche quelli tra i pianeti e le cuspidi delle case astrologiche soprattutto verso i punti cardinali come l'ascendente, il discendente, il Medium coeli e l'Imum coeli.

## Classificazione
Aspetti maggiori:
- congiunzione o circolo (0°):
- sestile o esagono (60°):
- quadratura o quadrato (90°):
- trigono o triangolo (120°):
- opposizione, diametro o semicircolo (180°):

Aspetti secondari:
- semisestile o dodecagono (30°)
- semiquadratura o ottagono (45°)
- sesquiquadrato (135°)
- quinconce (150°)
- parallelo (astrologia) (pianeti che hanno la stessa declinazione)

Aspetti minori:
- quince [chins] o tetraicosagono (15°)
- semiquintile (36°)
- quintile (72°)
- semiquinconce (75°)
- ettacinque (105°)
- tredecile (108°)
- biquintile (144°)
- ettasescinque (165°)

In passato gli aspetti minori erano presi in considerazione solo come "ampliamento" e per interpretare meglio situazioni particolari mentre oggi alcuni astrologi ne riconoscono l'importanza mentre altri li ignorano completamente.
Le distanze angolari prese in considerazione si basano su coordinate eclitticali. Nel analisi del tema natale si considerano gli aspetti con un certo margine di tolleranza, ad esempio viene considerato l'aspetto di trigono (teorico 120°) con una distanza angolare tra 113° e 127° (tolleranza di 6/7 gradi); per la congiunzione e l'opposizione (aspetti più forti) si arriva a uno scarto angolare di 8/9 gradi mentre per il sestile 4/5 gradi solamente. L'aspetto è più intenso quando è preciso sfumando quando si raggiunge il limite estremo.

## Aspetti negativi e positivi
Gli aspetti vengono suddivisi in negativi, positivi e variabili.
Nell'astrologia antica gli aspetti venivano classificati come benefici (trigono e sestile) o malefici (quadrato e opposizione), mentre la congiunzione aveva una doppia natura malefica o benefica in base ai pianeti coinvolti. Si ritiene favorevole se i pianeti coinvolti sono affini (ad esempio Giove-Venere, Luna-Venere, Mercurio-Saturno, Luna-Giove), sfavorevole se i pianeti presentano caratteristiche incompatibili (Luna-Saturno, Luna-Marte, Sole-Saturno, Sole-Nettuno).
Nell'astrologia moderna rimane sempre questa suddivisione, ma non è così drastica come in passato. Gli aspetti, chiamati in genere armonici o disarmonici, vengono però analizzati nell'interpretazione dell'intero grafico zodiacale, quindi anche sestile e trigono potrebbero essere interpretati negativamente. Uno dei sostenitori di questa interpretazione è l'astrologo Nicola Sementovsky-Kurilo.

## Altre definizioni
- pianeta isolato - che non riceve e non da aspetti ad altri pianeti
- stellium - dove almeno tre pianeti si trovano in un'orbita ristretta, inferiore a 10 gradi
- trigoni a stella - dove tre pianeti posti in tre segni diversi sono uniti tra loro con tre trigoni

Tradizionalmente le coordinate utilizzate dagli astrologi per la suddivisione della sfera celeste sono quelle tracciate sulla base del piano dell'eclittica. Alcuni astrologi moderni, però, studiando i temi natali e i transiti attraverso coordinate equatoriali, tracciate cioè sulla base del piano dell'equatore celeste, hanno visto che sono assai più precise, e quindi, astrologicamente, più adatte delle prime: per i transiti planetari lo scarto di grado riscontrato su tutti gli aspetti è al massimo di 0,75°. Anzi, si è visto che, l'errore dato dalle coordinate eclitticali è talmente grande, che, in alcuni casi, tramite esse, aspetti planetari, in realtà presenti, non vengono addirittura identificati.